# Eilema sthenoptera
Eilema sthenoptera är en fjärilsart som beskrevs av George Francis Hampson 1896. Eilema sthenoptera ingår i släktet Eilema och familjen björnspinnare. Inga underarter finns listade i Catalogue of Life.